# بودمان
بودمان (بالإنجليزية: Podman)‏ هي أداة مفتوحة المصدر من شركة ريد هات لإدارة الحاويات، ومتوافقة مع معايير مبادرة الحاوية المفتوحة. تُستخدم هذه الأداة للتعامل مع الحاويات والصور وأحجام التخزين والقرون على نظم تشغيل لينكس، مع دعمٍ لنظم ماك أو إس ومايكروسوفت ويندوز عبر آلة افتراضية. تعتمد هذه الأداة على مكتبة libpod، وتوفر واجهات برمجة تطبيقات لإدارة دورة حياة الحاويات والقرون والصور وأحجام التخزين. تتطابق واجهة برمجة التطبيقات لبودمان مع دوكر، ويقدم بودمان سطح المكتب (بالإنجليزية: Podman Desktop)‏ بديلًا لـدوكر سطح المكتب (بالإنجليزية: Docker Desktop)‏.

## الأمان
يسمح بودمان بتشغيل الحاويات دون صلاحيات الجذر مما يمكن إنشاء الحاويات وتشغيلها وإدارتها من قبل المستخدمين العاديين دون الحاجة إلى صلاحيات إدارية، وذلك باستخدام نطاقات أسماء لينكس.

## وصلات خارجية
- الموقع الرسمي
- الفرق بين أداتي دوكر Docker وبودمان Podman على أكاديمية حسوب